# Монро (Висконсин)
Монро (енгл. Monroe) град је у америчкој савезној држави Висконсин.

## Демографија
По попису из 2010. године број становника је 10.827, што је 16 (-0,1%) становника мање него 2000. године.
| Група             | 2000.          | 2010.          |
| Белци             | 10.517 (97,0%) | 10.049 (92,8%) |
| Афроамериканци    | 38 (0,4%)      | 62 (0,6%)      |
| Азијати           | 34 (0,3%)      | 76 (0,7%)      |
| Хиспаноамериканци | 158 (1,5%)     | 526 (4,9%)     |
| Укупно            | 10.843         | 10.827         |